# Días de silencio
«Días de silencio» es una canción compuesta por el músico argentino Luis Alberto Spinetta que se encuentra en el noveno track de su quinto álbum solista, Mondo di cromo de 1983. El tema está interpretado por Spinetta en guitarra y voz, Machi Rufino en bajo y Pomo Lorenzo en batería. Se trata de la misma formación que la mítica banda Invisible.

## El tema
La letra de la canción se relaciona con "los días de silencio" que la Argentina estaba dejando atrás en ese momento, en referencia a la dictadura terrorista que había comenzado en 1976, que se encontraba en retirada y que sería reemplazada por un gobierno democrático el siguiente 10 de diciembre.
Se trata de un tema sobre "la opresión y la represión", dijo Spinetta:

Hoy el lobo suelto está,
mira sus ojos brillar,
mira sus ojos brillar
en el desquicio del fuego inocente, inocente.
Y la canción se explica así:
que yo solo escucho tu voz
que yo solo escucho tu voz...

El recurso a los animales es una constante en las canciones de Spinetta. Él mismo contó que recurría a los animales en sus canciones como mecanismo de "transposición indirecta, subjetiva, donde les hacemos hacer y decir a los animales como si fueran el lobo de Caperucita Roja". En este caso el lobo simboliza la dictadura y a los militares, algo que Spinetta detestaba con toda su alma, pero también representa "la depredación entre los seres humanos", que consideraba una cosa "ominosa e impune", "el abuso de poder cometido contra los pueblos infinitas veces" y el hombre como "el gran devorador", preocupaciones que transitan toda su obra.
Musicalmente tiene la importancia de tratarse de un tema tocado por la formación original de Invisible (Spinetta, Machi y Pomo), con el significado que ello tiene para una de las bandas más importantes de la historia del rock argentino. El trío Spinetta, Machi y Pomo también toca el tema siguiente, "El bálsamo", como si se tratara de un sencillo de Invisible, una fugaz reunión de la mítica banda. Luego de esta ocasión, pasarían 26 años para que el trío volviera a tocar juntos, el 4 de diciembre de 2009 en el histórico recital Spinetta y las Bandas Eternas, en el que durante más de cinco horas, Spinetta repasó toda su carrera acompañado de cada una de las bandas que lideró, además de contar con la presencia de los más grandes músicos del país.